# 출동 케이캅
《출동 케이캅》은 2015년 재능TV에서 방송했던, 대한민국의 어린이 드라마 작품이자, 특촬물 작품이다.

## 등장 인물

### 주요 인물
- 정근 : 장대수 / 케이캅 블루 역

- 최종윤 : 한방 / 케이캅 레드 역

### 그 외 인물
- 김소리 : 스텔라 역

- 강동유 : 장동건 역

- 송예주 : 싸이퍼 역

- 김재만 : 키마이라 역

- 추국현 : 가마토 역

- 김원중 : 박만석(송이 아버지) 역

노장 공인중개사 사무소 대표 소장
- 김미려 : 강양문(송이 엄마) 역

노장동 리서치스 빌딩 대표 업주(강 영감)는 친정 큰아버지
- 오정태 : 노광팔 역

노장동 소재 노장반점 중국집 자장면 배달부
- 나윤찬 : 미스터 민(민윤호) 역

한창동 소재 퀵업체 퀵 서비스 보이
- 이유진 : 류해리 역

노장동 우리 편의점 알바생
- 주수경 : 강미희 역

노장동 리서치스 빌딩 대표 업주(강 영감)의 막내 딸(송이 엄마 강양문은 사촌 언니)
- 박혜미 : 남궁민숙 선생님 역

노장초등학교 2학년 2반 담임 교사
- 한별 : 오하늘 역

- 장다나 : 왕수현 역

- 박시영 : 서민준 역

- 김도엽 : 현호 역

노장초등학교 4학년 6반 재학
- 도민혁 : 도태인 역

- 배윤식 : 금형준 역

- 유환웅 : 원혁 역

## 설정
- 대한지구대
- reserchs